# ماتیا دل فاورو
ماتیا دل فاورو (ایتالیایی: Mattia Del Favero؛ زادهٔ ۵ ژوئن ۱۹۹۸) بازیکن فوتبال اهل ایتالیا است.

## باشگاهی
از باشگاه‌هایی که دل فارور در آن بازی کرده‌است می‌توان به باشگاه فوتبال یوونتوس اشاره کرد.

## تیم ملی
وی همچنین در تیم‌های ملی فوتبال زیر ۱۶ سال ایتالیا، زیر ۱۸ سال ایتالیا، زیر ۱۹ سال ایتالیا و زیر ۲۰ سال ایتالیا بازی کرده‌است.